# IC 10
La galàxia IC 10 és una galàxia que pertany al Grup local i s'hi troba a la constel·lació de Cassiopea. És una galàxia nana que s'hi troba a una distància aproximada de 1,8 milions d'anys llum. Per les seves característiques i dimensions s'assembla a la denominada Petit Núvol de Magalhães, i per la seva distància a Andròmeda -que és la mateixa que l'existent a Triangle- potser forme part del "subgrup M31".

## Classificació
És una altra més de les denominades galàxies nanes i això és a causa de la seva massa relativament petita. Això es comprova mitjançant les observacions telescòpiques que realitzen els investigadors, o bé mitjançant observacions a través de satèl·lits espacials.
El tret més notable d'aquest objecte és ser la galàxia amb brot estel·lar més propera a la nostra; la seva densitat d'estels Wolf-Rayet és molt superior a la del Gran Núvol de Magalhães o el Petit Núvol de Magalhães.

## Descobriment astronòmic

### IC 10 X-1

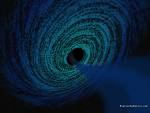
Impressió artística del major forat negre estel·lar, descobert el 30-10-2007 en la Galàxia IC 10. (Fotografia: NASA).

La galàxia IC 10 es destaca particularment, en aquests moments, per haver-se descobert en ella (mitjançant l'exploració a través de dos satèl·lits enviats a l'espai per la NASA) el 30 d'octubre de 2007, el major forat negre estel·lar conegut fins al present i la grandària del qual oscil·la entre 24 a 33 vegades la massa del Sol. Cal destacar que fins al present el rècord en dimensió el tenia el forat negre estel·lar que havia estat descobert el 17 de febrer del mateix any, a la galàxia M33, i la massa de la qual equival 16 vegades a la del Sol.